# Elaine Fuchs
Elaine Fuchs (Hinsdale, Illinois, 5 de mayo de 1950) es una bióloga molecular estadounidense. Enseña y dirige sus investigaciones en la Universidad Rockefeller y en el Instituto Médico Howard Hughes.
Es conocida para sus trabajos sobre los mecanismos moleculares de la piel de los mamíferos y sobre las enfermedades de la piel. Es pionera de la genética inversa y efectúa investigaciones sobre las células madre de la piel y en particular sobre la producción de pelo y de piel. 
En 2010, recibió el Premio L'Oréal-UNESCO a Mujeres en Ciencia,

## Premios
- 1994, miembro de la Academia de Artes y Ciencias de Estados Unidos
- 1996, Keith R. Porter Lecture[6]
- 1996, miembro de la Academia Nacional de Ciencias de Estados Unidos
- 2001, Premio Richard Lounsbery
- 2003/2004, Premio Dickson de Medicina[7]
- 2008, Medalla Nacional de Ciencias[8]
- 2010, Premios L'Oréal-UNESCO para mujeres en ciencia
- 2011, Premio Passano[9]
- 2011, Premio Centro Médico Albany[10]
- 2012, Premio March of Dimes de Biología del Desarrollo
- 2013, Premio Pasarow de Investigación sobre el Cáncer[11]
- 2015, Medalla Y.B. Wilson
- 2020, Premio Internacional Gairdner de Canadá